# Farahalana
Farahalana is een plaats en commune in het noorden van Madagaskar, behorend tot het district Sambava dat gelegen is in de regio Sava. In de buurt van Farahalana mondt de rivier Lokoho uit in de Indische Oceaan. Een volkstelling in 2001 telde het inwonersaantal op 22.855.
De plaats biedt alleen lager onderwijs en beperkt middelbaar onderwijs aan. 96% van de bevolking werkt er als landbouwer en 2% verdient zijn brood als visser. Het belangrijkste landbouwproduct is vanille, andere belangrijke producten zijn koffie, kruidnagelen en rijst. Verder is 2% actief in de dienstensector.